# Kaiwo Maru (schip, 1989)
De Kaiwo Maru II (海王丸 Kaiō-Maru) is een in 1989 gebouwd, Japans tallship dat een gelijknamig, ouder, tallship vervangt. Ze is een zusterschip van de Nippon Maru II.
Dit schip is geregeld op internationale tallship-bijeenkomsten zoals de Operation Sail.
Zowel de viermastbark Kaiwo Maru II als haar zusterschip Nippon Maru II vervangen de eerder in 1930 gebouwde Japanse opleidingsschepen Kaiwo Maru I en Nippon Maru I. De Nippon Maru I is nu een museumschip en ligt in de haven van Yokohama.
Omdat het oorspronkelijke schip niet meer kon voldoen aan de veiligheidseisen van de 21ste eeuw, werd het nieuwe en moderne opleidingsschip Kaiwo Maru II gebouwd door Sumitomo Heavy Industries.
De eigenlijke taak van het schip is de opleiding van koopvaardij cadetten. Maar ook voor de jeugd in het algemeen worden reizen georganiseerd. Daarom is het schip met opzet gebouwd als een passagiersschip met klaslokalen en geschikt voor een breed aanbod van trainingsfaciliteiten.
Het Japanse opleidingsschip wordt geëxploiteerd door het National Institute for Sea Training (NIST). Hoewel van oorsprong een overheidsinstelling, is het nu een onafhankelijk instituut.
De Kaiwo Maru heeft de Boston Beanpot Trophy viermaal gewonnen.

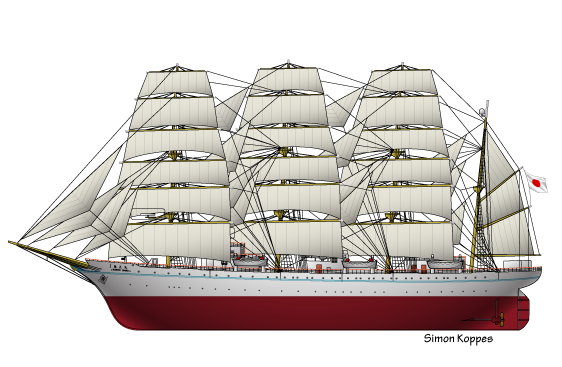
Lijntekening van de Kaiwo Maru

## Bron
- Kaiwo Maru, Japan op SimonsShips.com